# Evangeli gris
Evangeli gris és una novel·la de Vicenç Villatoro publicada el 1981 que va rebre el premi Sant Jordi de Novel·la. Amb pròleg de Joan Triadú, la primera edició del llibre va ser a cura d'Edicions Proa.
La novel·la se situa el segle xiv a l'Empordà. El jueu de Girona Maymó Cresques s'allunya de l'asfíxia de la seva família i comunitat. Tres anys després torna amb els seus i mor assassinat al call en un atac antisemita en l'avalot del 10 d'agost del 1391. Amb la paraula Evangeli al títol, l'autor pretén fer un paral·lelisme amb Jesús de Natzaret, ja que ambdós comencen la vida pública als 30 anys i moren tres anys després.
Aquesta va ser la primera novel·la de l'autor. La història jueva serà un tema recurrent en la seva obra.